# Allan Pietz
Pour les articles homonymes, voir Pietz.
Allan Ernest Pietz (18 juin 1925-24 avril 2021) est un homme politique canadien de l'Ontario. Il est député fédéral progressiste-conservateur de la circonscription ontarienne de Welland de 1984 à 1988.

## Biographie
Né à Welland en Ontario, Pietz occupe plusieurs fonctions municipales électives dans le canton de Crowland et comme maire de Welland à partir de 1965. Il occupe cette fonction jusqu'en 1978 alors qu'il ne se représente pas. En 1981, il représente Welland au Niagara Regional Council (en). Entre-temps, il est reporter agricole pour une émission de radio de la station CHOW-AM.
Après plusieurs tentatives électorales sans succès sur la scène fédérale dans Welland en 1958, 1962 et en 1979, il remporte la circonscription en 1984 et défaisant le libéral de longue date Gilbert Parent. Il est défait par Parent en 1988 dans la nouvelle circonscription de Welland—St. Catharines—Thorold.
De retour sur la scène politique municipale en 1991 au Niagara Regional Council pour Welland. Il tente d'en devenir président, mais est défait par Brian Merritt. Ne se représentant pas en 1994, il meurt des complications d'une pneumonie en avril 2021,.